# Apollon-Williams FW03
Der Apollon-Williams FW03 (auch: Apollon oder Apollon FLY) war ein Rennwagen, der 1976 und 1977 zu zwei Läufen der Formel-1-Weltmeisterschaft gemeldet wurde, letztlich aber an keinem Rennen teilnahm. Das Auto basierte auf dem 1974 entstandenen Williams FW03. Initiator des erfolglosen Projekts war der Schweizer Rennfahrer Loris Kessel.

## Hintergrund
Loris Kessel fuhr 1976 einige Formel-1-Rennen für das britische Team RAM Racing. Nach einem Rechtsstreit anlässlich des Großen Preis von Deutschland endete die Verbindung Kessels zu dem Rennstall. Eine weitere Möglichkeit, ein Cockpit in der Formel 1 zu erhalten, ergab sich nicht. Um seine Motorsportkarriere fortzusetzen, erwarb Kessel von dem britischen Team Frank Williams Racing Cars den Williams FW03, der 1974 und 1975 bei 18 Weltmeisterschaftsläufen unter acht verschiedenen Fahrern an den Start gegangen war und drei WM-Punkte eingefahren hatte. Kessel überarbeitete das Auto geringfügig und meldete es mit finanzieller Unterstützung des Jolly Club of Switzerland erneut in der Formel-1-Weltmeisterschaft an den Start.

## Technik
Der Apollon-Williams entsprach technisch und in der Substanz nahezu vollständig dem Williams FW03 in der Form des Jahres 1975. In der Literatur wird darauf hingewiesen, dass Kessel lediglich einige Änderungen an der Karosserie vorgenommen hatte, ohne dass dies näher spezifiziert wird. Einige Berichte nennen das 1976 gegründete FLY-Studio von Giacomo Caliri als Urheber der Änderungen; gelegentlich wird der Wagen deshalb auch als Apollon-FLY bezeichnet. Als Antrieb diente wie im Ausgangsfahrzeug ein Achtzylinder-Saugmotor von Cosworth (Typ DFV).

## Renneinsätze
Loris Kessel meldete den Apollon-Williams zu zwei italienischen Rennen.
Beim Großen Preis von Italien 1976 gab es eine vorläufige Meldung Kessels. Am offiziellen Training nahm er allerdings nicht teil.
In der Formel-1-Saison 1977 versuchte Kessel, mit dem Apollon-Williams bei den Großen Preisen von Belgien, den Niederlanden, Frankreich und Österreich an den Start zu gehen. Bei keinem dieser Rennen trat er indes an. Einige Quellen geben als Grund hierfür Transportprobleme an, andere sind der Ansicht, dass der Wagen zu dieser Zeit noch nicht einsatzbereit gewesen sei.
Letztlich erfolgte die erste verbindliche Meldung zum Großen Preis von Italien für das Team Jolly Club of Switzerland. In Monza nahm er mit dem drei Jahre alten Auto am Training teil. Seine beste Rundenzeit lag 8,6 Sekunden über der Pole-Zeit von James Hunt (McLaren). Die Zeit genügte nicht, um sich für das Rennen zu qualifizieren. Im weiteren Verlauf des Trainings kam Kessel in der Lesmo-Kurve von der Strecke ab. Das Auto prallte in die Streckenbegrenzung und wurde irreparabel beschädigt. Kessel baute es nicht wieder auf.

## Rennergebnisse
| Fahrer                           | Nr.                              | 1 | 2 | 3 | 4 | 5 | 6 | 7 | 8 | 9 | 10 | 11 | 12 | 13 | 14  | 15 | 16 | 17 | Punkte | Rang |
| -------------------------------- | -------------------------------- | - | - | - | - | - | - | - | - | - | -- | -- | -- | -- | --- | -- | -- | -- | ------ | ---- |
| Automobil-Weltmeisterschaft 1977 | Automobil-Weltmeisterschaft 1977 |   |   |   |   |   |   |   |   |   |    |    |    |    |     |    |    |    | 0      | –    |
| L. Kessel                        | 41                               |   |   |   |   |   |   |   |   |   |    |    |    |    | DNQ |    |    |    | 0      | –    |